# Ambako Awtandilowitsch Watschadse
Ambako Watschadse (russisch Амбако Вачадзе, georgisch ვაჩაძე ამბაკო; * 17. März 1983 in Kutaissi) ist ein russischer Ringer georgischer Abstammung. Er wurde 2009 Europameister im griechisch-römischen Stil im Leichtgewicht.

## Werdegang
Ambako Watschadse ist zwar georgischer Abstammung, rang aber bisher nur für Russland. Er ist ein nur 1,64 Meter großer, ca. 70 kg schwerer Athlet, der immer in das Leichtgewicht (bis 66 kg Körpergewicht) abtrainiert. Auf Grund seiner körperlichen Konstitution ringt er sehr kraftvoll, ist aber auch taktisch und technisch ausgereift. Er ringt nur im griechisch-römischen Stil, ist Angehöriger des Sportclubs MGFSO Moskau und wird von Erik Sadechanow trainiert.
Im Juniorenbereich konnte er auf der internationalen Ringermatte noch keine Erfolge erzielen. Außerhalb Russlands startete er erstmals im Jahre 2003 beim Turnier des finnischen Arbeitersportverbandes TUL in Vantaa und kam dort im Leichtgewicht auf den 6. Platz. Besser schnitt er 2005 beim „Henri-Deglane“-Memorial in Nizza ab, wo er hinter seinem Landsmann Alexander Tschetschiskin, aber vor dem späteren Olympiasieger Steeve Guénot aus Frankreich und Marcus Thätner aus Deutschland den 2. Platz belegte. Im selben Jahr startete er auch beim Großen Preis von Deutschland in Dortmund und kam dort nach einer Niederlage gegen Alain Milián aus Kuba auf den 3. Platz.
2007 belegte Ambako Watschadse beim „Iwan-Petrow“-Turnier in Sofia im Leichtgewicht hinter dem Weltmeister von 2005 Nikolai Gergow aus Bulgarien und Refik Ayvazoğlu aus der Türkei den 3. Platz. In diesem Jahr erfolgte dann auch der erste Einsatz bei einer internationalen Meisterschaft. Er trat bei der Weltmeisterschaft in Baku für Russland an. Gleich in seinem ersten Kampf traf er auf Nikolai Gergow und lieferte diesem einen ausgeglichenen Kampf, den er knapp mit 1:2 Runden, bei 3:3 techn. Punkten unterlag. Da Gergow aber nicht das Finale erreichte, kam er nicht in die Trostrunde, sondern schied aus und kam nur auf den 23. Platz, der seinem Können mit Sicherheit nicht entsprach.
2008 erkämpfte sich Ambako Watschadse beim „Iwan-Poddubny“-Turnier in Moskau den 3. Platz hinter Edward Simonjan aus und vor Sergei Kowalenko, beide aus Russland. Den gleichen Platz belegte er auch beim Welt-Cup in Szombathely, wo er sich hinter Ali Mohammadi aus dem Iran und Tamás Lőrincz aus Ungarn, aber vor Jung Ji-Hyun aus Südkorea und Sergei Kowalenko platzierte. Bei der Weltmeisterschaft im dänischen Herning siegte er u. a. auch über Marcus Thaetner aus Deutschland, unterlag aber im Halbfinale gegen Manuchar Tschadaia aus Georgien. Im Kampf um die Bronzemedaille konnte er Tamás Lőrincz besiegen.
Für die Olympischen Spiele 2008 in Peking musste sich der russische Ringerverband zwischen Ambako Watschadse und Sergei Kowalenko entscheiden. Sah es zunächst so aus, dass Watschadse dort an den Start gehen durfte, entschied sich der Verband in letzter Minute doch für Kowalenko, während Ambako Watschadse zusehen musste. Sergei Kowalenko konnte dieses Vertrauen im Übrigen in Peking nicht rechtfertigen.
Obwohl Ambako Watschadse 2009 beim wichtigen „Iwan-Poddubny“-Turnier in Moskau im Leichtgewicht hinter seinen Landsleuten Seiran Simonjan und Migran Arutjunjan nur auf den 3. Platz kam, wurde er bei der Europameisterschaft dieses Jahres in Vilnius eingesetzt. Dort wusste er zu überzeugen und wurde mit Siegen über Pascal Strebel aus der Schweiz, Christian Fetzer aus Deutschland, den er mit 2:0 Runden u. 3:0 techn. Punkten schlug, Fərid Mansurov aus Aserbaidschan, Manuchar Tschadaia aus Georgien und Michail Sjamjonau aus Belarus Europameister.
2010 wurde Ambako Watschadse in Baku mit fünf Siegen erneut Europameister und besiegte dabei im Finale Ionuț Panait aus Rumänien. Er war auch bei der Weltmeisterschaft dieses Jahres in Moskau erfolgreich. Hier besiegte er u. a. im Halbfinale Tamas Lörincz aus Ungarn und im Finale Armen Wardanjan aus der Ukraine. Im April 2011 setzte er diese Siegesserie fort, denn er wurde in Dortmund erneut Europameister im Leichtgewicht. Hier siegte er im Finale über Tamas Lörincz. Einen rabenschwarzen Tag erwischte er allerdings ausgerechnet bei der Weltmeisterschaft 2011 in Istanbul, bei der auch schon die Qualifikation für die Olympischen Spiele 2012 in London möglich gewesen wäre. Er verlor gleich seinen ersten Kampf gegen den Kroaten Daniel Janecic und landete, da dieser das Finale nicht erreichte, auf dem 37. Platz.
Im April 2012 versuchte er dann sich beim Turnier in Sofia für die Olympischen Spiele in London zu qualifizieren. Er kam dort aber nur auf den 7. Platz, der natürlich für die Olympiaqualifikation nicht ausreichte. Da in den beiden anderen Qualifikationsturnieren auch Juri Denisow und Islambek Albijew scheiterten, wird im Leichtgewicht in London kein russischer Ringer am Start sein.

## Internationale Erfolge
| Jahr | Platz | Wettbewerb                               | Gewichtsklasse | |
| 2003 | 6.    | Intern. TUL-Turnier in Vantaa/Finnland   | Leicht         | hinter Armen Wardanjan, Ukraine, Eldar Koubadschiew u. Rustem Mambetow, bde. Russland, Matti Kautto, Finnland u. Witali Schuk, Ukraine                                            |
| 2005 | 2.    | „Henri-Deglane“-Memorial in Nizza        | Leicht         | hinter Alexander Tschetschiskin, Russland, vor Steeve Guénot, Frankreich u. Marcus Thätner, Deutschland                                                                           |
| 2005 | 3.    | Großer Preis von Deutschland in Dortmund | Leicht         | mit Siegen über Reinhard Hogger, Deutschland u. Juri Kalijaschnew, Belarus einer Niederlage gegen Alain Milián, Kuba u. einem Sieg über Julian Kwit, Polen                        |
| 2006 | 8.    | „Nikola-Petrow“-Turnier in Sofia         | Leicht         | Sieger: Nikolai Gergow, Bulgarien, vor Ali Mohammadi, Iran u. Maxim Semenjow, Russland                                                                                            |
| 2006 | 3.    | CISM-Militär-WM in Baku                  | Leicht         | hinter Elbrus Mammadow, Aserbaidschan und Bhamsa Patil, Indien, gemeinsam mit Alexei Djakanow, Litauen                                                                            |
| 2007 | 3.    | „Nikola-Petrow“-Turnier in Sofia         | Leicht         | hinter Nikola Gergow und Refik Ayvazoğlu, Türkei, gemeinsam mit Ionel Pușcașu, Rumänien                                                                                           |
| 2007 | 23.   | WM in Baku                               | Leicht         | nach einer Niederlage gegen Nikolai Gergow |
| 2008 | 3.    | „Iwan-Poddubny“-Turnier in Moskau        | Leicht         | hinter Edward Simonjan und Sergei Kowalenko, beide Russland, gemeinsam mit Arunat Kudinow, Russland                                                                               |
| 2008 | 3.    | Welt-Cup in Szombathely                  | Leicht         | hinter Ali Mohammadi, Iran und Tamás Lőrincz, Ungarn, vor Jung Ju-Hyun, Südkorea u. Sergei Kowalenko                                                                              |
| 2009 | 3.    | „Iwan-Poddubny“-Turnier in Moskau        | Leicht         | hinter Seiran Simonjan und Migran Arutjunjan, bde. Russland, gemeinsam mit Aibek Ensedianow, Kasachstan                                                                           |
| 2009 | 4.    | Welt-Cup in Clermont-Ferrand             | Leicht         | hinter Darchan Bajachmetow, Kasachstan, Seiran Simonjan und Rasul Chunajew, Aserbaidschan, vor Chosrow Melikjan, Russland, Balint Korpasi, Ungarn und Steeve Guénot, Frankreich   |
| 2009 | 1.    | EM in Vilnius                            | Leicht         | mit Siegen über Pascal Strebel, Schweiz, Christian Fetzer, Deutschland, Fərid Mansurov, Aserbaidschan, Manuchar Tschadaia, Georgien und Michail Sjamjonau, Belarus                |
| 2009 | 1.    | Großer Preis von Deutschland in Dortmund | Leicht         | mit Siegen über Pascal Strebel, Schweiz, Marius Thomessen, Norwegen, Heinz Marnette, Deutschland, Ionuț Panait, Rumänien und Michail Sjamjonau, Belarus                           |
| 2009 | 3.    | WM in Herning/Dänemark                   | Leicht         | mit Siegen über Matthias Kathan, Österreich, Sharur Wardanjan, Schweden, Marcus Thätner, Deutschland, einer Niederlage gegen Manuchar Tschadaia und einem Sieg über Tamás Lőrincz |
| 2010 | 3.    | Golden-Grand-Prix in Szombathely         | Leicht         | hinter Sutōmu Fujimura, Japan und Michail Semenjow, Belarus |
| 2010 | 1.    | EM in Baku                               | Leicht         | mit Siegen über Tiziano Corriga, Italien, Marius Thommesen, Antoni Mamageischwili, Georgien, Tamás Lőrincz, Ungarn, und Ionuț Panait, Rumänien                                    |
| 2010 | 17.   | Fila-Gala-Grand-Prix in Baku             | Leicht         | Sieger: Vitali Rəhimov vor Rustam Aliew, bde. Aserbaidschan |
| 2010 | 1.    | WM in Moskau                             | Leicht         | nach Siegen über Christian Fetzer, Daniel Janecic, Kroatien, Pascal Strebel, Witali Rachimow, Tamas Lörincz u. Armen Wardanjan, Ukraine                                           |
| 2011 | 10.   | Welt-Cup in Minsk                        | Leicht         | Sieger: Saeid Mourad Abdvali, Iran vor Kim Hyeon-woo, Südkorea |
| 2011 | 1.    | EM in Dortmund                           | Leicht         | nach Siegen über Manuel Almeida, Portugal, Antoni Mamageischwili, Daniel Janecic, Aleksandar Maksimović, Serbien u. Tamas Lörincz                                                 |
| 2011 | 1.    | „Wladyslaw-Pytlasinski“-Cup in Radom     | Leicht         | vor Achiko Turmanidse, Georgien, Kanatbek Begalijew, Kirgisistan und Juri Denisow, Russland                                                                                       |
| 2011 | 37.   | WM in Istanbul                           | Leicht         | nach einer Niederlage gegen Daniel Janecic |
| 2011 | 1.    | „Moscow-Lights“ in Moskau                | Leicht         | vor Asad Alijew und Rasul Chunajew, beide Aserbaidschan |
| 2011 | 1.    | „Oleg-Karawajew“-Memorial in Minsk       | Leicht         | gemeinsam mit Juri Denisow, vor Michail Semenow, Belarus und Lasha Lolaschwili, Georgien                                                                                          |
| 2012 | 5.    | „Iwan-Poddubny“-Memorial in Tjumen       | Leicht         | hinter Islambek Albijew und Migran Arutjunjan, beide Russland, Beibeit Nugmanow, Kasachstan und Samir Sagaschtokow, Russland                                                      |
| 2012 | 7.    | Olympiaqualifikationsturnier in Sofia    | Leicht         | Sieger: Steeve Guénot, Frankreich vor Edgaras Venckaitis, Litauen |
| 2012 | 1.    | „Henrs-Deglane“-Challenge in Nizza       | Welter         | vor Evrik Nikoghosjan, Frankreich, Ismael Sanchez, Spanien und Anthony de Franceschi, Italien                                                                                     |

## Erläuterungen
- alle Wettbewerbe im griechisch-römischen Stil
- WM = Weltmeisterschaften, EM = Europameisterschaften
- Leichtgewicht, Gewichtsklasse bis 66 kg, Weltergewicht, bis 74 kg Körpergewicht